# Аскаралы
Аскаралы (каз. Асқаралы) — село в Жарминском районе Абайской области Казахстана. Входит в состав Карасуского сельского округа. Код КАТО — 634477200.

## Население
В 1999 году население села составляло 318 человек (178 мужчин и 140 женщин). По данным переписи 2009 года, в селе проживало 209 человек (110 мужчин и 99 женщин).